# Стенструп, Япетус
Япетус Смит Стенструп (дат. Johannes Japetus Smith Steenstrup; 8 марта 1813, Ванг, Норвегия — 	20 июня 1897, Копенгаген) — датский зоолог, ботаник и археолог.

## Биография
Я. Стенструп открыл явление гетерогонии у животных, проводил изыскания по изучению сфагнума (торфяных мхов), а также по истории заселения Дании человеком в каменном веке. Начиная с 1837 года учёный занимался изучением обнаруженных на датском побережье пищевых остатков из ракушек, и в 1848 году начал научный диспут с археологом Йенсом Асмуссеном Ворсае об их происхождении. Его последствием стало создание датским правительством в 1850 году специальной комиссии по изучению этого вопроса. Эта комиссия, в состав которой вошёл, кроме Стенструпа и Ворсае, также геолог Форхгаммер, заложила основы по исследованию ранней, первобытной истории Дании.
В 1861 г. Стенструп был избран членом-корреспондентом Петербургской Академии наук.